# Koeketiene
Koeketiene is een Belgisch bier van hoge gisting.
Het bier wordt sinds 2010 gebrouwen in Brouwerij Maenhout te Meulebeke.
Het is een blond bier, type tripel met een alcoholpercentage van 8,5%. Koeketiene betekent “ruiten 10” van het kaartspel in het West-Vlaamse dialect en is tevens de verbastering van het woord concubine, wat vooral in regio Gent gebruikt wordt.